# Impact Wrestling Victory Road
Pour les articles homonymes, voir Victory Road.

Logo de Victory Road 2012

Victory Road est un pay-per-view de catch organisé par la Total Nonstop Action Wrestling. C'était le premier gros PPV d'une durée de trois heures de la TNA qui s'est déroulé en novembre 2004 et sera toujours considéré comme un évènement important dans l'histoire de la TNA. En 2006, il devenait un PPV annuel au mois de juillet.

## Événement
| #  | Événement           | Date              | Ville                  | Arène                     | Main Event | Temps |
| -- | ------------------- | ----------------- | ---------------------- | ------------------------- | --- | ----- |
| 1  | Victory Road (2004) | 7 novembre 2004   | Orlando, Floride       | TNA Impact! Zone          | Jeff Jarrett (c) vs. Jeff Hardy pour le NWA World Heavyweight Championship | 18:37 |
| 2  | Victory Road (2006) | 16 juillet 2006   | Orlando, Floride       | TNA Impact! Zone          | Christian Cage vs. Samoa Joe vs. Scott Steiner vs. Sting pour devenir challenger au NWA World Heavyweight Championship                                                        | 14:09 |
| 3  | Victory Road (2007) | 15 juillet 2007   | Orlando, Floride       | TNA Impact! Zone          | Kurt Angle et Samoa Joe vs. Team 3D (Brother Ray et Brother Devon) pour le TNA World Heavyweight Championship, TNA X Division Championship et TNA World Tag Team Championship | 18:25 |
| 4  | Victory Road (2008) | 13 juillet 2008   | Houston, Texas         | Reliant Arena             | Samoa Joe (c) vs. Booker T pour le TNA World Heavyweight Championship | 15:14 |
| 5  | Victory Road (2009) | 19 juillet 2009   | Orlando, Floride       | TNA Impact! Zone          | Kurt Angle (c) vs. Mick Foley pour le TNA World Heavyweight Championship | 14:06 |
| 6  | Victory Road (2010) | 11 juillet 2010   | Orlando, Floride       | TNA Impact! Zone          | Rob Van Dam (c) vs. Abyss vs. Jeff Hardy vs. Mr. Anderson pour le TNA World Heavyweight Championship                                                                          | 13:34 |
| 7  | Victory Road (2011) | 13 mars 2011      | Orlando, Floride       | TNA Impact! Zone          | Sting (c) vs. Jeff Hardy pour le TNA World Heavyweight Championship | 01:28 |
| 8  | Victory Road (2012) | 18 mars 2012      | Orlando, Floride       | TNA Impact! Zone          | Bobby Roode vs. Sting dans un No Holds Barred Match | 16:40 |
| 9  | Victory Road (2017) | 28 septembre 2017 | Orlando, Floride       | TNA Impact! Zone          | Eli Drake (c) vs. Johnny Impact pour le GFW Global Championship | 25:27 |
| 10 | Victory Road (2019) | 14 septembre 2019 | Enid, Oklahoma         | Stride Bank Center        | Michael Elgin vs. TJP | 17:06 |
| 11 | Victory Road (2020) | 3 octobre 2020    | Nashville, Tennessee   | Skyway Studios            | Eric Young (c) vs. Eddie Edwards pour le Impact World Championship | 23:43 |
| 12 | Victory Road (2021) | 18 septembre 2021 | Nashville, Tennessee   | Skyway Studios            | Christian Cage (c) bat Ace Austin pour le Impact World Championship | 12:05 |
| 13 | Victory Road (2022) | 23 septembre 2022 | Nashville, Tennessee   | Skyway Studios            | Steve Maclin bat Moose et Sami Callihan dans Barbed Wire Massacre match | 24:56 |
| 14 | Victory Road (2023) | 8 septembre 2023  | White Plains, New York | Westchester County Center | |       |

## 2004
Victory Road 2004 s'est déroulé le 7 novembre 2004 au Universal Orlando Resort de Orlando, Floride. C'était le premier pay-per-view mensuel organisé par la Total Nonstop Action Wrestling. 
- Héctor Garza remportait la Super X Cup de 2004 dans un Gauntlet match (26:25)

| Entrant | Entrant          | Éliminé par | Éliminé par       | Temps |
| ------- | ---------------- | ----------- | ----------------- | ----- |
| 1       | Frankie Kazarian | 19          | Garza             | 26:25 |
| 2       | Sonjay Dutt      | 4           | Shelley           | 10:15 |
| 3       | Puma             | 1           | Shane et Kazarian | 5:59  |
| 4       | L.A Park         | 5           | Kazarian          | 10:23 |
| 5       | Jerrelle Clark   | 2           | Shane et Kazarian | 6:05  |
| 6       | Miyamoto         | 3           | Shane et Kazarian | 6:12  |
| 7       | Michael Shane    | 13          | Spanky            | 20:29 |
| 8       | Héctor Garza     | -           | Vainqueur         | 26:25 |
| 9       | Nosawa           | 6           | Siaki             | 12:18 |
| 10      | Mikey Batts      | 7           | Garza             | 12:43 |
| 11      | Alex Shelley     | 11          | Cross             | 17:32 |
| 12      | Matt Sydal       | 8           | Shelley           | 14:55 |
| 13      | Sonny Siaki      | 12          | Sabin et Spanky   | 20:04 |
| 14      | Jason Cross      | 14          | Psicosis          | 21:43 |
| 15      | Shark Boy        | 9           | Siaki             | 16:48 |
| 16      | Psicosis         | 15          | Amazing Red       | 22:09 |
| 17      | D-Ray 3000       | 10          | Siaki             | 16:49 |
| 18      | Amazing Red      | 16          | Kazarian          | 22:22 |
| 19      | Spanky           | 17          | Sabin             | 22:23 |
| 20      | Chris Sabin      | 18          | Garza             | 23:46 |

- Garza a effectué le tombé sur Kazarian avec un roll-up après avoir contré la tentative de tombé de Kazarian.
- Ron Killings, Erik Watts, Johnny B. Badd et Pat Kenney def. Kid Kash, Dallas et The Naturals (Andy Douglas et Chase Stevens) (4:37)
  - Killings a effectué le tombé sur Stevens après un double-arm DDT.
- Mascarita Sagrada def. Piratita Morgan (2:58)
  - Sagrada a effectué le tombé sur Morgan avec un petit paquet.
- 3Live Kru (B.G. James et Konnan) def. Team Canada (Bobby Roode et Eric Young) pour remporter le NWA World Tag Team Championship (6:57)
  - Konnan a effectué le tombé sur Roode après un Facejam.
- Segment du Piper's Pit avec l'invité Jimmy Snuka
- Trinity (w/Johnny Swinger) def. Jacqueline (1:50)
  - Trinity a effectué le tombé sur Jacqueline après un Fall From Grace.
- Monty Brown def. Raven et Abyss dans un Monster's Ball match (9:05)
  - Brown a effectué le tombé sur Raven après un Pounce à travers une table.
- Petey Williams (w/Coach D'Amore) def. A.J. Styles pour conserver le TNA X Division Championship (9:48)
  - Williams a effectué le tombé sur Styles après un Canadian Destroyer.
- America's Most Wanted (Chris Harris et James Storm) def. Triple X (Christopher Daniels et Elix Skipper) dans un Elimination Last Man Standing match (11:31)
  - Daniels a effectué le tombé sur Storm après avoir frappé son genou avec une chaise, Storm était éliminé (6:07)
  - Harris a effectué le tombé sur Daniels après un Top Rope Leg Drop, Daniels était éliminé (7:35)
  - Harris a effectué le tombé sur Skipper après un Catatonic sur une chaise, Skipper était éliminé (10:53)
  - La finition était très controversée comme l'arbitre Andrew Thomas comptait le tombé à trois bien que Skipper s'était dégagé à deux.
- Dusty Rhodes a remporté l'élection du Dirigeant de la TNA face à Vince Russo avec 55.6 % des votes.
- Jeff Jarrett def. Jeff Hardy dans un Ladder match pour conserver le NWA World Heavyweight Championship (18:37)
  - Jarrett l'emportait quand il décrochait le titre après que le revenant Scott Hall, le débutant Kevin Nash, et lui-même ont tous frappé Hardy avec des guitares.

## 2005
Il n'y a pas de TNA Victory Road en 2005

## 2006
Victory Road 2006 s'est déroulé le 16 juillet 2006 à l'Universal Orlando Resort de Orlando, Floride. 
- Pre-Show match: Johnny Devine (w/Alex Shelley) def. Shark Boy (3:30)
  - Devine a effectué le tombé sur Shark Boy après un Double Underhook Piledriver.
- The Naturals (Chase Stevens et Andy Douglas) (w/Shane Douglas) def. The Diamonds in the Rough (Elix Skipper et David Young) (w/Simon Diamond) (5:27)
  - Douglas a effectué le tombé sur Skipper après un Last Breath.
- Monty Brown a combattu Rhino pour un match nul (4:56)
  - Le match était déclaré comme nul après que l'arbitre Andrew Thomas était mis KO deux fois et que Rhino et Brown se sont battus dans le public.
- The Latin American Exchange (Homicide et Hernandez) (w/Konnan) def. Sonjay Dutt et Ron Killings (10:07)
  - Hernandez a effectué le tombé sur Dutt après un Border toss.
- Senshi def. Kazarian pour conserver le TNA X Division Championship (11:19)
  - Senshi a effectué le tombé sur Kazarian après un Warrior's Way.
- Raven def. Larry Zbyszko dans un Hair vs. Hair match (3:48)
  - Raven a effectué le tombé sur Zbyszko après un Raven Effect DDT.
  - Raven a ensuite rasé complètement la tête de Zbyszko.
- Chris Sabin et Jay Lethal def. The Paparazzi (Kevin Nash et Alex Shelley) (w/Johnny Devine) (9:07)
  - Sabin a effectué le tombé sur Shelley avec un roll-up.
- The James Gang (B.G. James et Kip James) et Abyss (w/James Mitchell) def. Team 3D (Brother Ray, Brother Devon et Brother Runt) (10:24)
  - Abyss a effectué le tombé sur Runt après un Black Hole Slam à travers une table.
- Sirelda, A.J. Styles et Christopher Daniels def. Gail Kim et America's Most Wanted (Chris Harris et James Storm) dans un Match mixte par équipe pour conserver le NWA World Tag Team Championship (11:52)
  - Styles a effectué le tombé sur Storm après que celui-ci a reçu accidentellement un coup de chaise de Harris.
- Sting def. Scott Steiner, Samoa Joe et Christian Cage dans un Fatal Four-Way match (14:09)
  - Sting a effectué le tombé sur Steiner après un Scorpion Death Drop pour devenir l'aspirant numéro un au NWA World Heavyweight Championship.

## 2007
Victory Road 2007 s'est déroulé le 15 juillet 2007 à l'Universal Orlando Resort de Orlando, Floride. 
- Christopher Daniels a remporté le Ultimate X Gauntlet match (18:48)
  - Les entrants étaient: Daniels, Jay Lethal, Puma, Homicide, Sonjay Dutt, Petey Williams, Shark Boy, Elix Skipper, Kaz, et Senshi.
  - Daniels a décroché le "X" pour devenir aspirant numéro un au TNA X Division Championship.
- The Voodoo Kin Mafia (B.G. James et Kip James) (w/Roxxi Laveaux) def. Basham et Damaja (w/Christy Hemme et Lance Hoyt) (7:03)
  - Kip a effectué le tombé sur Damaja après un coup de chaise de B.G.
- James Storm def. Rhino (10:26)
  - Storm a effectué le tombé sur Rhino après l'avoir frappé avec une bouteille de bière.
  - Après le match, Storm et Jackie Moore attaquaient Rhino.
- The Motor City Machine Guns (Chris Sabin et Alex Shelley) (w/Kevin Nash) def. Jerry Lynn et Bob Backlund (8:44)
  - Sabin a effectué le tombé sur Lynn après un combo enzuigiri / dropkick.
- Eric Young et Gail Kim def. Robert Roode et Ms. Brooks (8:17)
  - Kim a effectué le tombé sur Brooks après que Roode lui a porté par erreur un Elbow drop.
- Christian Cage def. Chris Harris (13:58)
  - Cage a effectué le tombé sur Harris avec un roll-up après l'intervention de Dustin Rhodes
- Sting et Abyss def. A.J. Styles et Tomko (15:33)
  - Abyss a effectué le tombé sur Tomko après un Black Hole Slam.
- TNA World Heavyweight Champion Kurt Angle et TNA X Division Champion Samoa Joe def. TNA World Tag Team Champions Team 3D (Brother Ray et Brother Devon) (18:25)
  - Joe a effectué le tombé sur Ray.
  - À la suite de la stipulation d'avant match, Joe a remporté le TNA World Tag Team Championships et pouvait choisir son partenaire.

## 2008
Victory Road 2008 s'est déroulé le 13 juillet 2008 dans le Reliant Arena à Houston, Texas.
- Team TNA def Team International, Team Japan et Team Mexico dans un Fatal 4 Way Tag Team elimination match (24:16)
- Gail Kim def Angelina Love avec Velvet Sky (6:13)
- Sonjay Dutt def Jay Lethal avec SoCal Wal (8:24)
- Latin American Xchange (Homicide et Hernandez) avec Salinas et Hector Guerrero def Beer Money, Inc. (James Storm et Robert Roode) dans un Lumberjack Tag Team match pour conserver le TNA World Tag Team Championship (10:06)
- Taylor Wilde def Awesome Kong avec Raisha Saeed pour conserver le TNA Women's World Championship (4:51)
- Volador def Kaz, Naruki Doi et Daivari dans un Ultimate X match pour remporter le World X cup Tournament (10:58)
- Team 3D et Kurt Angle def Rhino, Christian Cage et A.J. Styles dans un Full Metal Mayhem (15:55)
- Booker T vs Samoa Joe pour le TNA World Heavyweight Championship (15:14)
  - Match qui se termine par un nul